# Deutsch Kaltenbrunn
Deutsch Kaltenbrunn (ungarisch Némethidegkút) ist eine Marktgemeinde mit 1730 Einwohnern (Stand 1. Jänner 2024) im Bezirk Jennersdorf im Burgenland in Österreich.

## Geografie

### Geografische Lage
Die Gemeinde liegt im südlichen Burgenland, rund zwanzig Kilometer nördlich der Bezirkshauptstadt Jennersdorf und weniger als zehn Kilometer nordöstlich von Fürstenfeld. Die Grenze im Westen bildet die Lafnitz, die in rund 260 Meter über dem Meer fließt. Die bewaldeten Hügel im Osten sind über 300 Meter hoch. Mehr als die Hälfte der Fläche wird landwirtschaftlich genutzt, fast ein Drittel ist Wald.

### Gemeindegliederung
Das Gemeindegebiet umfasst folgende zwei Katastralgemeinden und gleichnamigen Ortschaften (in Klammern Einwohnerzahl Stand 1. Jänner 2024):
- Deutsch Kaltenbrunn (1185) samt Brenntich, Deutsch Kaltenbrunn-Mitterberg, Deutsch Kaltenbrunn-Oberberg, Deutsch Kaltenbrunn-Unterberg, Kleinfedenberg, Kracherberg, Rotenberg, Sagergraben, Sauwieden und Weitzler
- Rohrbrunn (545) samt Mittererlau, Obererlau, Raber, Rohrbrunn-Berg und Untererlau

Deutsch Kaltenbrunn gehört zum Gerichtsbezirk Güssing.

### Nachbargemeinden
Die Gemeinde hat sieben Nachbargemeinden, drei davon liegen im steirischen Bezirk Hartberg-Fürstenfeld (HF).
| Burgau (HF)                      | Burgauberg (GS)                             |                                      |
| Bad Blumau (HF) Fürstenfeld (HF) | Kompassrose, die auf Nachbargemeinden zeigt | Rohr im Burgenland (GS) Kukmirn (GS) |
|                                  | Rudersdorf                                  |                                      |

## Geschichte
Der Ort wird erstmals 1281 urkundlich erwähnt.
Deutsch Kaltenbrunn gehörte wie das gesamte Burgenland bis 1920/21 zu Ungarn (Deutsch-Westungarn). Seit 1898 musste aufgrund der Magyarisierungspolitik der Regierung in Budapest der ungarische Ortsname Némethidegkút verwendet werden.
Nach Ende des Ersten Weltkriegs wurde nach zähen Verhandlungen Deutsch-Westungarn in den Verträgen von St. Germain und Trianon 1919 Österreich zugesprochen. Der Ort gehört seit 1921 zum neu gegründeten Bundesland Burgenland (→ siehe auch Geschichte des Burgenlandes).
Marktgemeinde ist Deutsch Kaltenbrunn seit 1973 (durch VO 5 Weiterverleihung).

### Religion
Während Deutsch Kaltenbrunn ein eher evangelisch geprägtes Dorf ist, ist Rohrbrunn eine sehr katholisch geprägte Ortschaft.

## Kultur und Sehenswürdigkeiten
Deutsch Kaltenbrunn

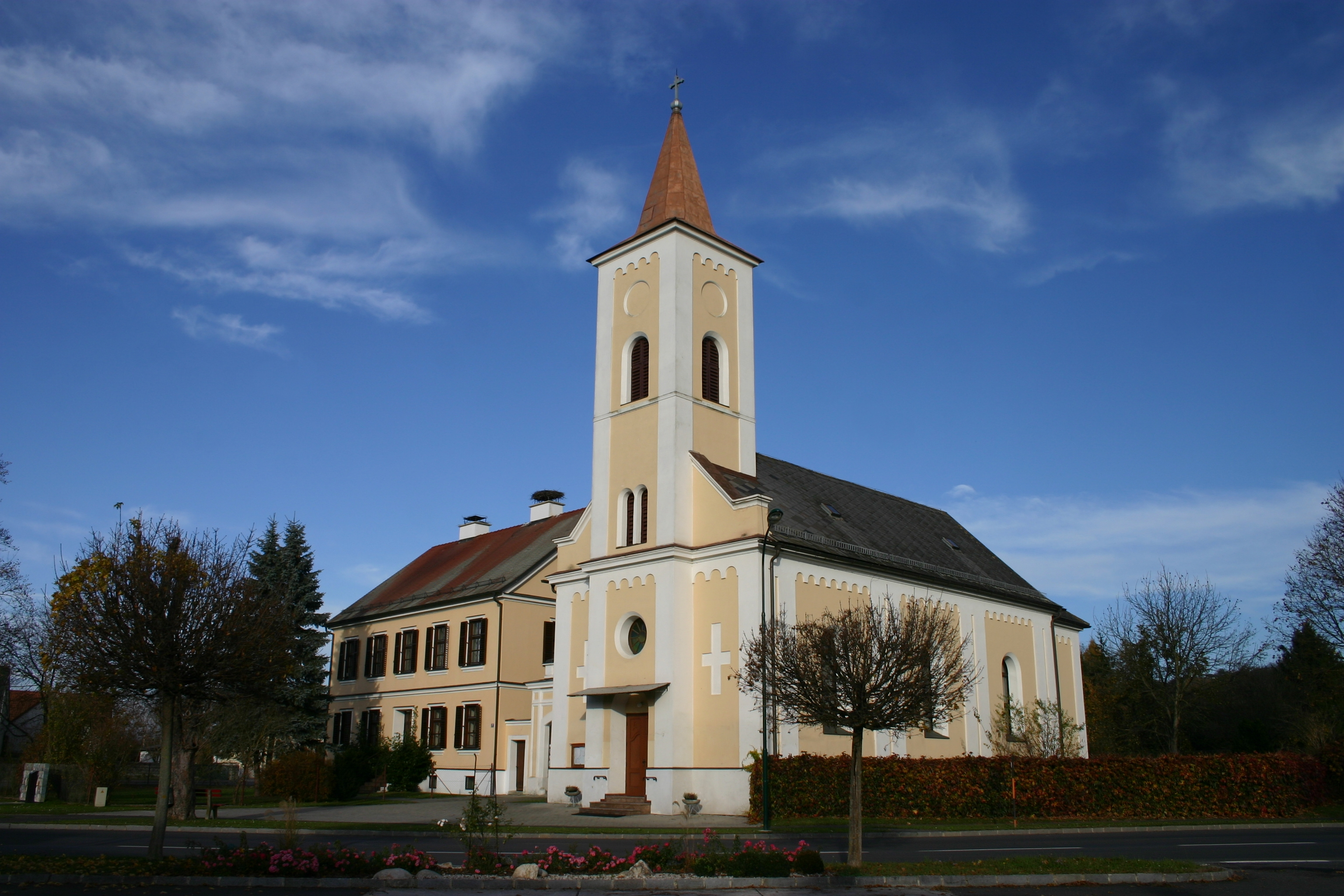
Katholische Pfarrkirche Deutsch Kaltenbrunn

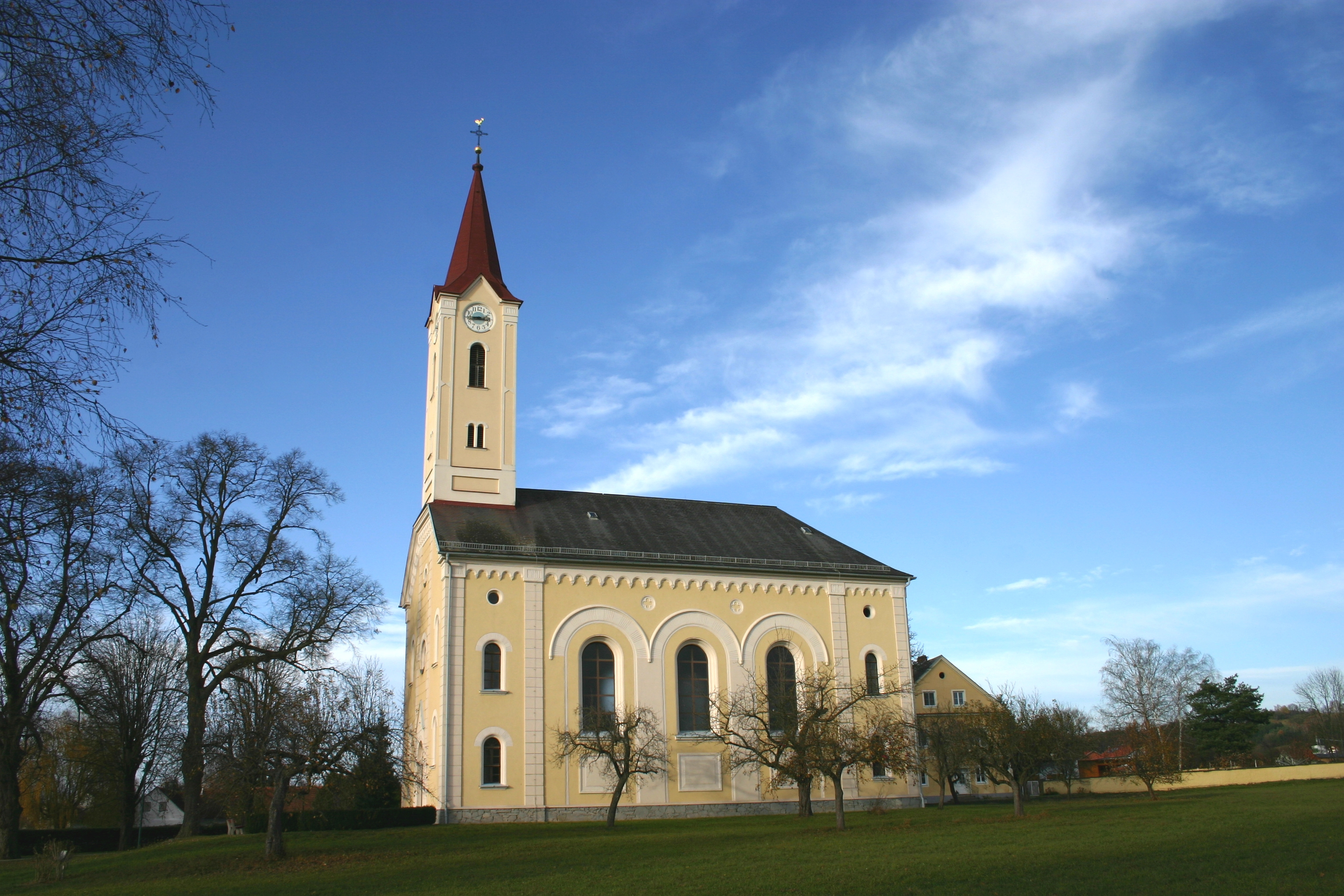
Evangelische Pfarrkirche Deutsch Kaltenbrunn

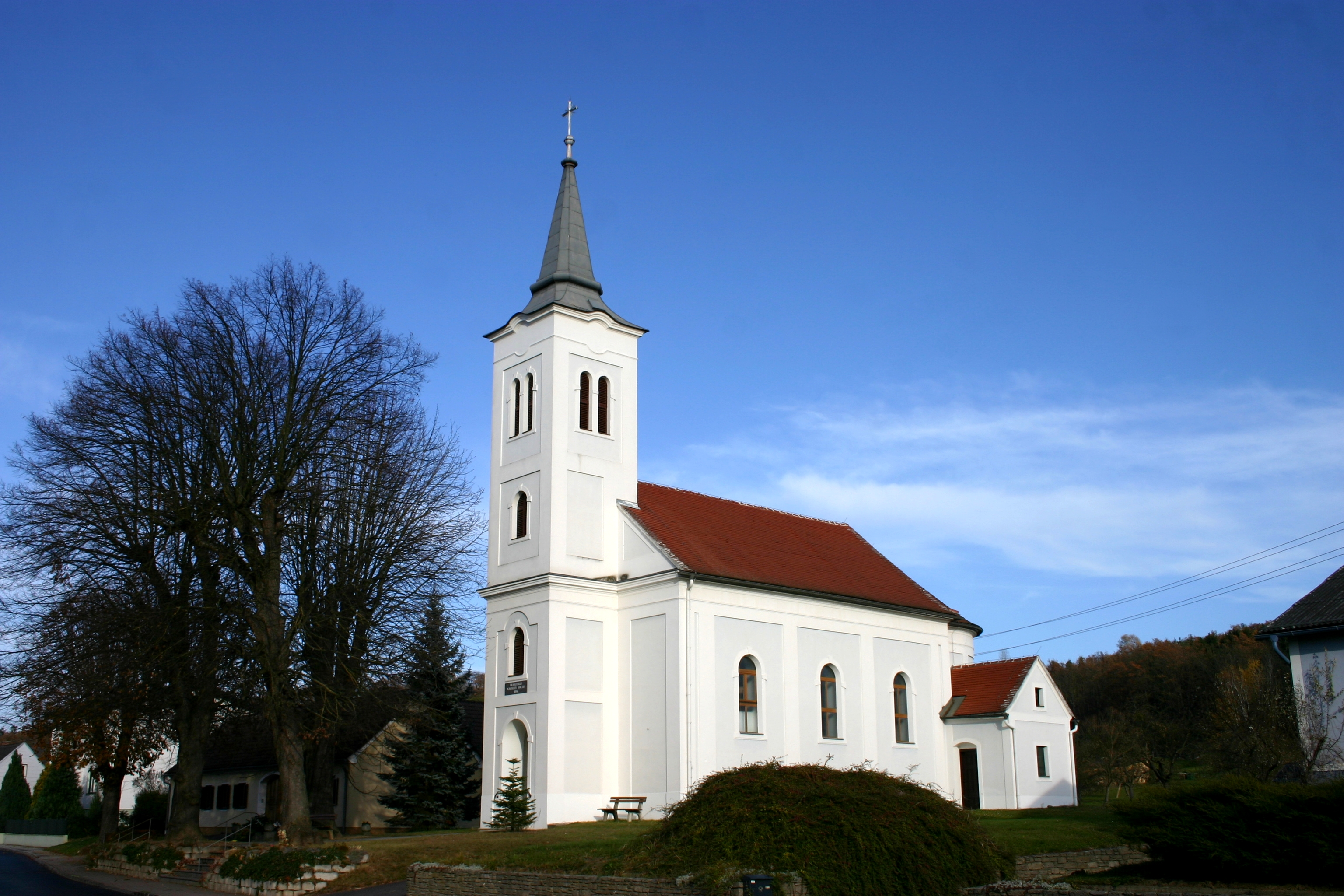
Filialkirche Rohrbrunn

- Katholische Pfarrkirche Deutsch Kaltenbrunn hl. Nikolaus
- Evangelische Pfarrkirche Deutsch Kaltenbrunn A. B.
- Friedhofskapelle, erbaut im Jahre 1883
- Kapelle im Ort, erbaut im Jahre 1868
- Wegkreuz an der Straße nach Rohrbrunn, erbaut im Jahre 1860

Rohrbrunn
- Katholische Filialkirche hl. Franz Xaver
- Kastell, ehemalige Wasserburg, dann im 18. Jahrhundert ein Herrenhaus, im 2. Weltkrieg zerstört, die Ruine wurde eingeebnet
- Bergkapelle in Untererlau

## Politik

### Gemeinderat
Der Gemeinderat hat 21 Mitglieder.
- Mit den Gemeinderatswahlen im Burgenland 1997 hatte der Gemeinderat folgende Verteilung: 12 SPÖ, 7 ÖVP, und 2 FPÖ.
- Mit den Gemeinderatswahlen im Burgenland 2002 hatte der Gemeinderat folgende Verteilung: 13 SPÖ, 7 ÖVP, und 1 FPÖ.
- Mit den Gemeinderatswahlen im Burgenland 2007 hatte der Gemeinderat folgende Verteilung: 14 SPÖ, 6 ÖVP, und 1 FBL.
- Mit den Gemeinderatswahlen im Burgenland 2012 hatte der Gemeinderat folgende Verteilung: 12 SPÖ, 6 ÖVP, und 3 KARO.
- Mit den Gemeinderatswahlen im Burgenland 2017 hatte der Gemeinderat folgende Verteilung: 11 SPÖ, 6 ÖVP, 3 KARO, und 1 FPÖ.
- Mit den Gemeinderatswahlen im Burgenland 2022 hat der Gemeinderat folgende Verteilung: 15 SPÖ, 3 ÖVP und 3 KARO.[5]

### Bürgermeister
- 1979–1982 Franz Kurz (SPÖ)
- 1982–1990 Kurt Zach (SPÖ)
- 1990–2000 Alfred Lutterschmiedt (SPÖ)
- 2000–2016 Erwin Hafner (SPÖ)
- seit 2016 Andrea Reichl (SPÖ)

### Partnergemeinden
Partnergemeinden von Deutsch Kaltenbrunn sind:
- Ehrenhausen, ehemalige Marktgemeinde in der Steiermark, seit 1980.
- Hidegkut (deutsch: Kaltenbrunn) in Ungarn, seit 2004 auf Initiative d. damaligen Amtsleiters Ing. Fritz Marth

## Persönlichkeiten
- Alois Brunner (1912–2009 oder 2010), SS-Hauptsturmführer, Mitarbeiter Adolf Eichmanns, einer der Haupttäter der nationalsozialistischen Judenvernichtung
- Erwin Hafner, Bürgermeister (SPÖ) 2000–2016, seit 2022 Ehrenbürger
- Franz Kurz (1920–2003), von 1979 bis 1982 Bürgermeister (SPÖ) von Deutsch Kaltenbrunn
- Dr. Kristian Leonhardt (* 1955), Gemeindearzt, seit 2022 Ehrenbürger
- Thomas Wagner (1976–2023), Fußballspieler beim ehemaligen Bundesligaklub SV Mattersburg
- Kurt Zach (* 1942), von 1982 bis 1990 Bürgermeister(SPÖ) von Deutsch Kaltenbrunn, Landtagsabgeordneter a. D., seit 2003 Ehrenbürger

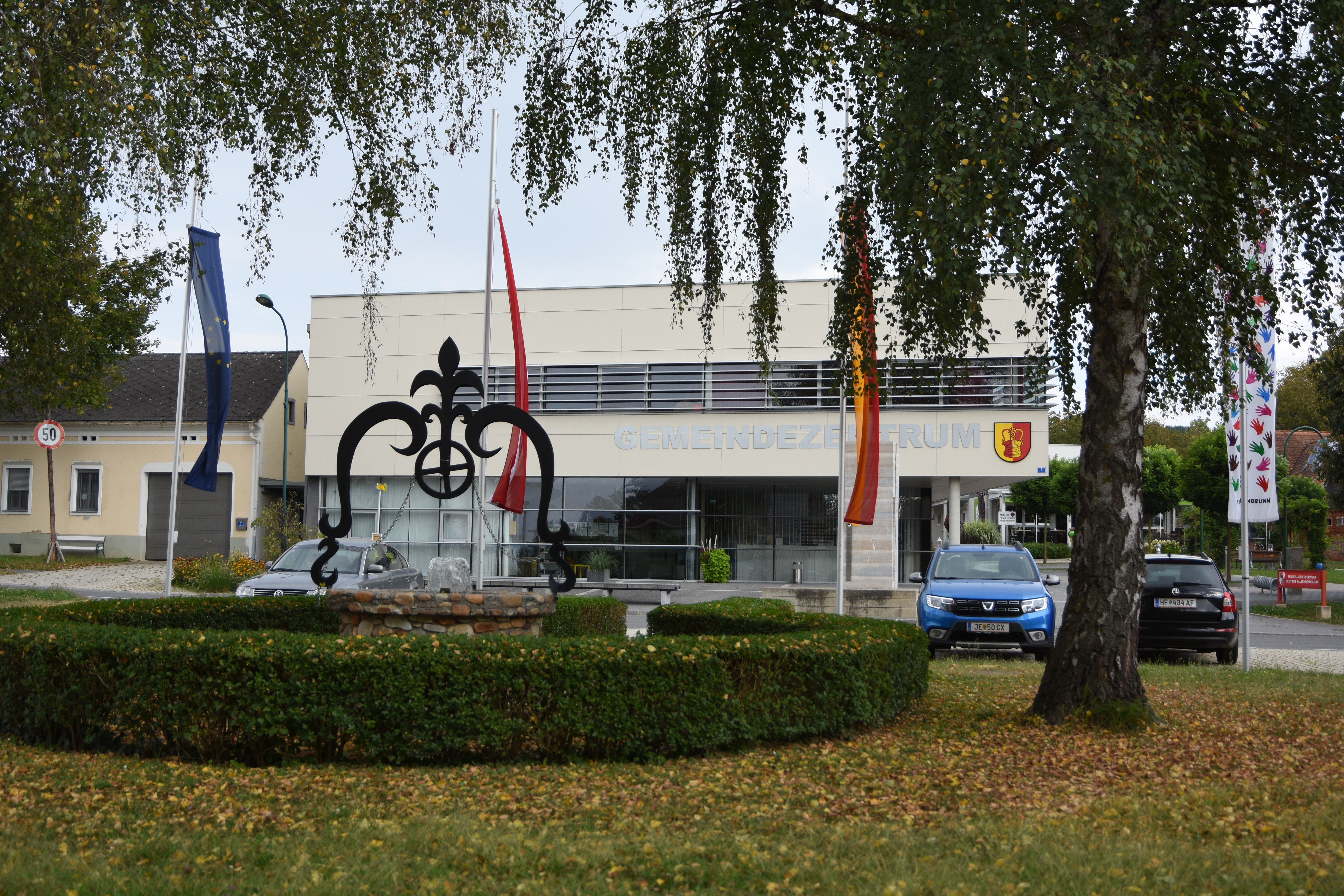
Gemeindebrunnen und Gemeindezentrum
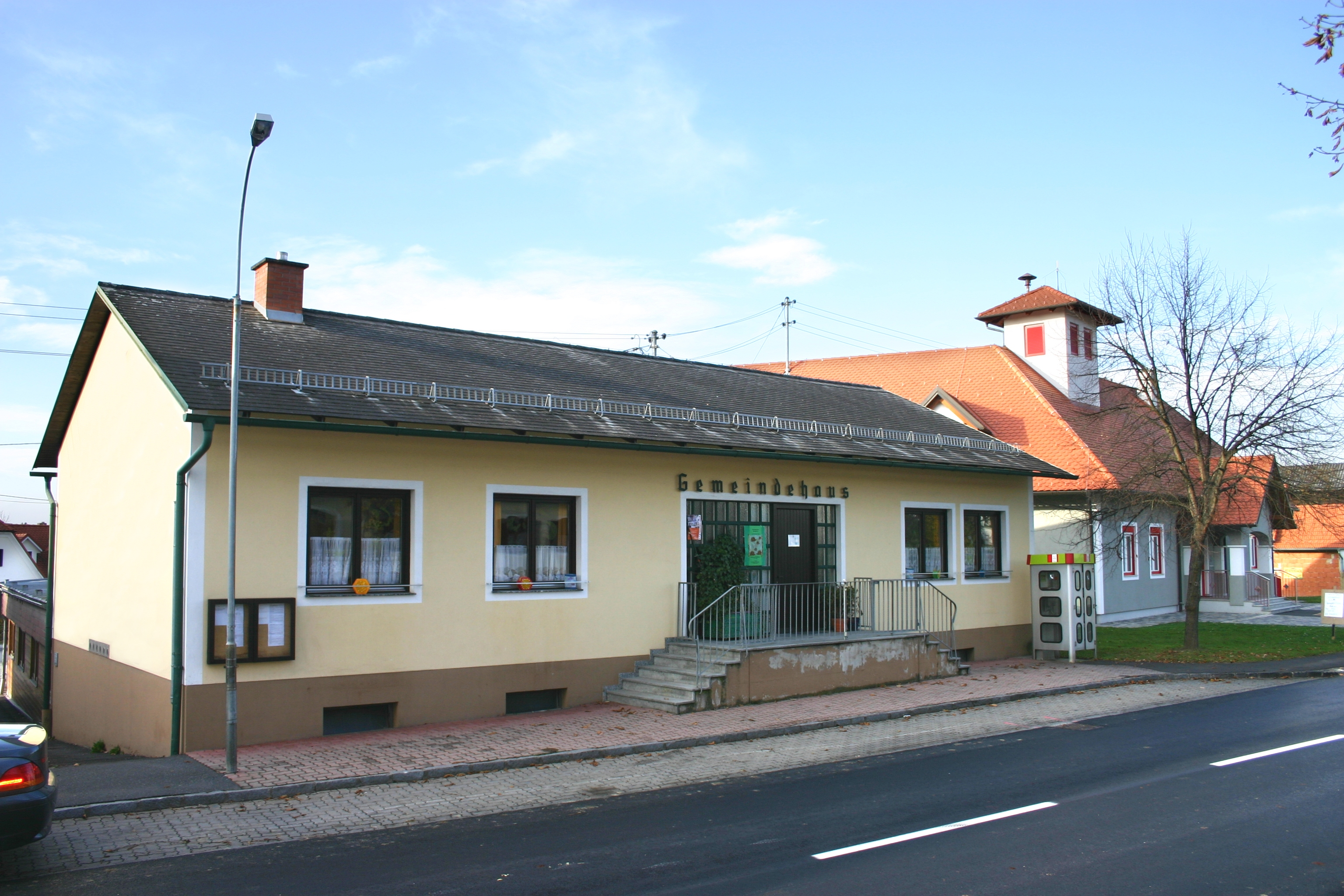
Ehem. Gemeindehaus Rohrbrunn, daneben das Feuerwehrhaus
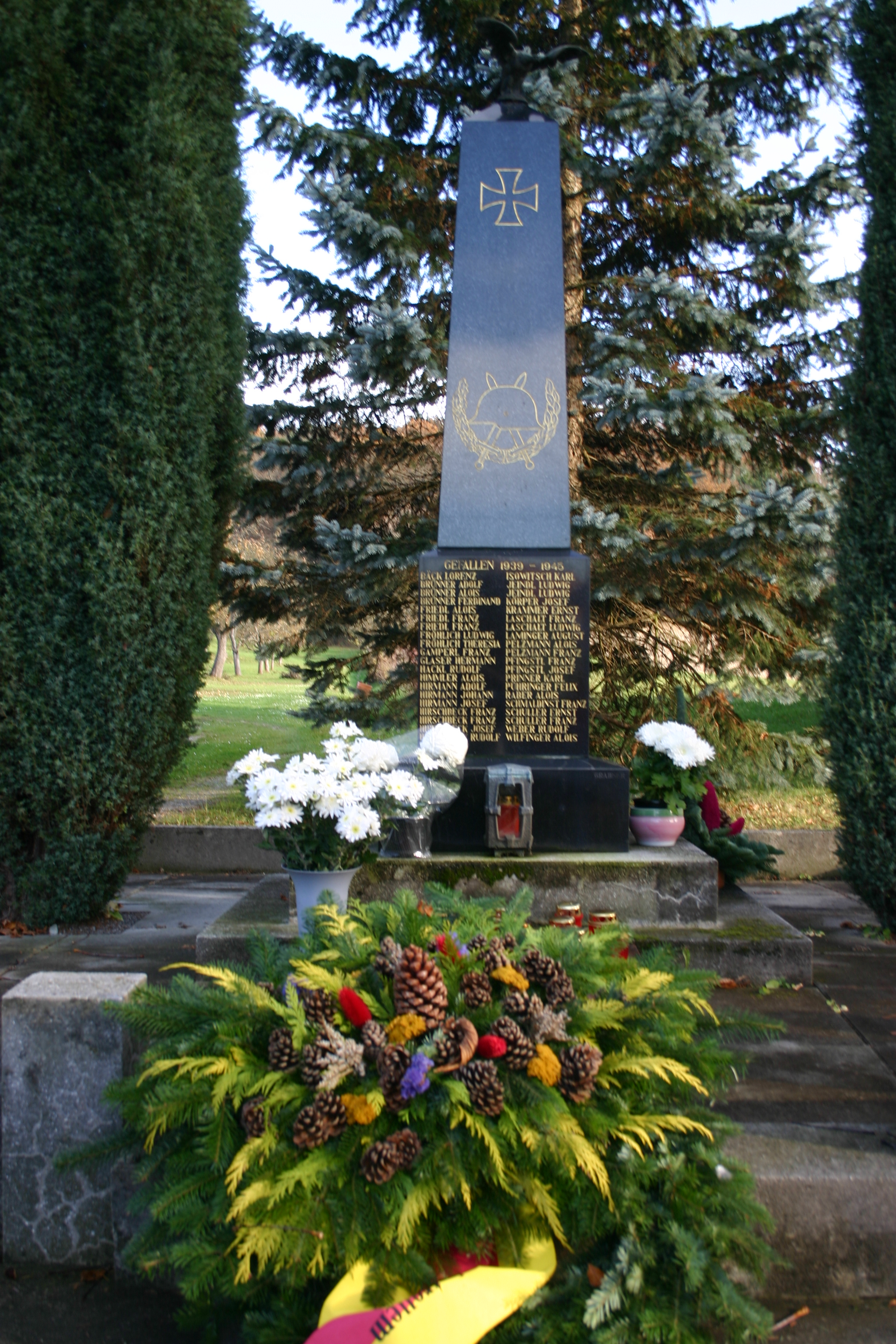
Denkmal für die Gefallenen und Vermissten beider Weltkriege in Rohrbrunn
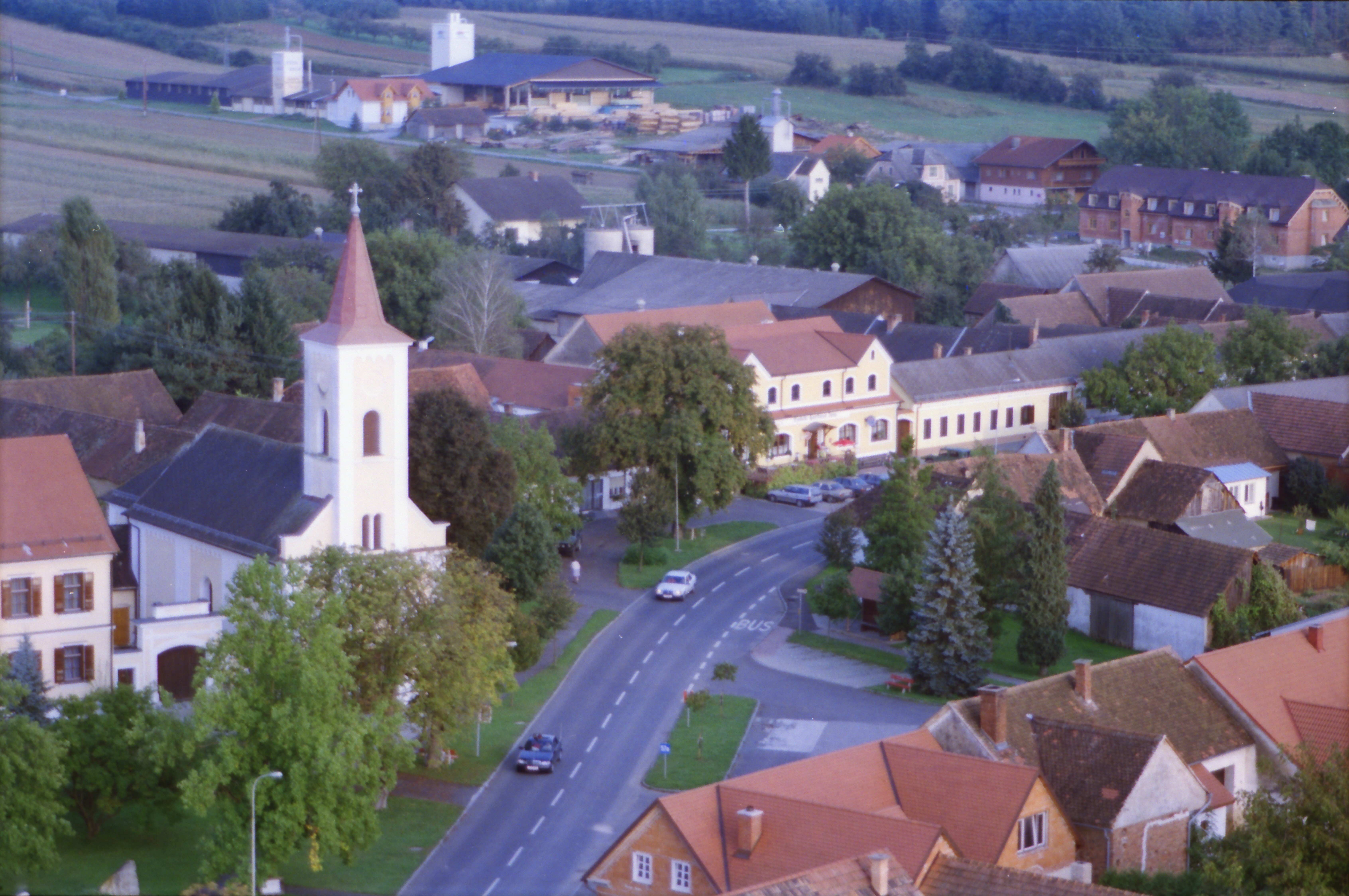
Kath. Kirche und ehem. GH Jany in D. Kaltenbrunn